# Jenócrito de Locros
Jenócrito (en griego Χενοκριτος) fue un músico de la Antigua Grecia, proveniente de Locros, en Italia, que más tarde vivió en Esparta en tiempos de Licurgo, entre los siglos IX-VII a. C., donde fue alumno de Tales de Creta. A su vez, Jenócrito fue maestro de otros músicos que compusieron peanes.